# Esthétique d'Arthur Schopenhauer
Pour les articles homonymes, voir Esthétique (homonymie).

Schopenhauer pose que l'art permet la connaissance des idées platoniciennes et soulage ainsi temporairement des exigences du vouloir.

L'Esthétique d'Arthur Schopenhauer résulte de sa doctrine de la primauté de la Volonté comme chose en soi, fondement de la vie et de tout être et cette primauté de la Volonté est aussi la "justification" de son jugement selon lequel la Volonté s'identifie au Mal. Schopenhauer juge que l'art offre une possibilité d'échapper temporairement à la souffrance qui résulte de la Volonté. Fondant sa doctrine sur le double aspect du monde comme volonté et comme représentation, il enseigne que si la conscience est entièrement immergée, absorbée, ou occupée par le monde considéré comme un ensemble de représentations ou d'images indolores, il n'y a alors plus de conscience du monde comme Volonté douloureuse. Le plaisir esthétique résulte de la contemplation du monde comme représentation sans que ces représentations artistiques renvoient à aucune expérience du monde comme Volonté [besoin, désir ou envie].

## Une extension de sa philosophie
Pour Schopenhauer, la Volonté est le désir sans but de se perpétuer qui constitue le principe de la vie. Le désir engendré par la Volonté est source de toute la douleur du monde, chaque désir satisfait nous laissant soit dans l'ennui ou soit avec un nouveau désir qui remplace le précédent. Un monde sous l'emprise de la Volonté est nécessairement un monde de souffrance. Puisque la Volonté est la source de vie et que nos corps mêmes en sont l'objectivation et sont produits pour servir ses objectifs, l'intellect humain est, selon Schopenhauer, comme un homme boiteux qui peut certes voir mais qui se tient sur les épaules d'un géant aveugle dont il ne peut pas,de par sa puissance propre, arrêter la marche.
L'esthétique de Schopenhauer est une tentative de trouver un remède au pessimisme qui résulte inévitablement et naturellement de cette intuition de l'essence du monde. Schopenhauer pense que ce qui distingue l'expérience esthétique des autres expériences, c'est que la contemplation de l'objet de l'appréciation esthétique offre au sujet un répit dans sa lutte avec le désir qui l'anime inexorablement et cette contemplation permet de pénétrer dans un univers de plaisir purement mental où le monde est seulement perçu comme représentation ou image mentale. Plus l'esprit d'une personne est absorbé dans le monde comme représentation, moins il ressent la souffrance du monde comme Volonté. Schopenhauer analyse l'art à partir de ses effets, tant sur la personnalité de l'artiste que sur la personnalité du spectateur.

## Le génie chez Schopenhauer
Schopenhauer pensait que si nous sommes tous sous l'emprise de la Volonté, la qualité et l'intensité de notre assujettissement diffère:

« Ce n'est que par la pure contemplation. . . que sont appréhendées les Idées et la nature du génie consiste précisément dans la capacité par excellence à une telle contemplation. . . . ce qui exige un oubli complet de notre propre personne. »

(Le monde comme volonté et comme représentation v. 1. ss. 185).
L'expérience esthétique émancipe temporairement le sujet de la domination de la Volonté et l'élève à un niveau de pure perception. En cas de survenance d'une appréciation esthétique, la Volonté disparaît donc entièrement de la conscience. L'art véritable ne peut être créé par quelqu'un qui se contente de suivre les règles artistiques communes. Il y faut un génie, c'est-à-dire quelqu'un qui créé un art original sans se préoccuper de règles. La personnalité de l'artiste est également censée être moins soumise à la Volonté que celle de la plupart : un tel individu est un génie schopenhauerien, un individu dont l'exceptionnelle prédominance de l'intellect intuitif sur la Volonté le met relativement et temporairement à l'écart des soucis et des préoccupations terrestres. Le poète vivant dans une mansarde, le professeur distrait ou Vincent van Gogh en proie à la folie sont tous des exemples (au moins dans la représentation populaire) de génies schopenhaueriens : tellement concentrés sur leur art qu'ils négligent les contingences quotidiennes, à savoir la domination du mal et de la Volonté douloureuse, dans l'esprit de Schopenhauer. Pour celui-ci, la relative incompétence de l'artiste et du penseur pour les activités pratiques n'est pas un simple stéréotype : elle est à la fois cause et effet de son génie.
Schopenhauer pense que ce qui donne aux arts tels que la littérature et la sculpture leur valeur est la mesure dans laquelle ils ont incorporé des perceptions pures. Mais, s'intéressant aux formes humaines (au moins du temps de Schopenhauer) et aux émotions humaines, ces formes d'art sont inférieures à la musique, qui, étant une manifestation directe de la Volonté, est dans l'esprit de Schopenhauer la forme d'art la plus élevée. Les vues de Schopenhauer sur la musique ont eu une influence déterminante sur les œuvres de Richard Wagner, lequel était un lecteur enthousiaste du philosophe de Francfort et en recommandait la lecture à ses amis. Ses travaux publiés sur la théorie de la musique ont évolué au fil du temps et se sont alignés sur la pensée de Schopenhauer. Schopenhauer a écrit dans les Parerga et Paralipomena (II, §219, 220) que la musique est plus importante que le livret de l'opéra. La musique est, selon Schopenhauer, une expression immédiate de la Volonté, la réalité fondamentale du monde vécu. Le livret est simplement une représentation linguistique de phénomènes transitoires. Après avoir lu la doctrine esthétique de Schopenhauer, Wagner accentua l'importance de la musique sur le livret dans ses œuvres ultérieures.

## Influences
Schopenhauer élève donc l'art au-dessus de l'artisanat et de la simple décoration et il tient qu'il offre potentiellement une délivrance temporaire de la lutte sans but de la Volonté. Schopenhauer fait de l'art une "religion" et une métaphysique de substitution en offrant une doctrine du salut à travers l'expérience esthétique. Les artistes ne sont pas simplement des mains habiles; ce sont aussi les prêtres ou les prophètes de cette conception métaphysique de l'art. Cet enseignement explique bien l'influence de Schopenhauer sur les artistes au cours de la seconde moitié du XIXe siècle. Sa doctrine esthétique affirme que la production artistique est une question de la plus haute importance dans la société humaine.
L'esthétique de Schopenhauer reste pertinente de nos jours. Son influence sur la génération tardive du romantisme est évidente. Wagner envoya une lettre à Schopenhauer lui exprimant sa profonde gratitude pour ses textes relatifs à la musique. La philosophie de Schopenhauer a fait une profonde impression sur un certain nombre d'écrivains importants tels que Thomas Hardy, Marcel Proust, Stéphane Mallarmé, Guy de Maupassant, Thomas Mann ou encore Ivan Tourgueniev.
L'esthétique de Schopenhauer est directement à l'origine de l'apparition des symbolistes et du développement du concept de l'art pour l'art. Il a profondément influencé l'esthétique de Friedrich Nietzsche dont la fameuse opposition de l'apollinien et du dionysiaque est une traduction de l'opposition de Schopenhauer entre l'intellect et la Volonté. Notre conviction que la création artistique contemporaine ne devrait pas être soumise à des considérations financières ou aux exigences des clients ainsi que la conviction que les plus grands artistes sont ceux qui créent de nouvelles formes entièrement inédites plutôt que ceux qui développent des formes déjà existantes, tout cela est attribuable en partie à l'influence de Schopenhauer.

## Citations
« ...en effet, du moment où, affranchis du vouloir, nous nous sommes absorbés dans la connaissance pure et indépendante de la Volonté, nous sommes entrés dans un autre monde où il n'y a plus rien de ce qui sollicite notre volonté et nous ébranle si violemment. »

(Le Monde comme Volonté et comme Représentation, Livre III, §38)

« Dans le Beau, nous saisissons toujours les formes essentielles et primordiales de la Nature animée et inanimée,... et cette perception a pour condition sa corrélation essentielle, le sujet connaissant libéré de la Volonté, soit en d'autres termes, une pure intelligence sans objectifs ni intention. À l'occasion d'une appréhension esthétique, la Volonté disparaît entièrement de la conscience;  or elle seule est la source de nos chagrins et de nos souffrances. C'est l'origine de la satisfaction et de la joie qui accompagnent l'appréhension du Beau. Elle repose donc sur l'éloignement de toute possibilité de souffrance. »

(Parerga et Paralipomena, Livre II, chap. XIX, §205)

« Peut-être la raison pour laquelle les objets communs dans les natures mortes semblent si transfigurés et que généralement toute peinture apparaît dans une lumière surnaturelle, c'est qu'alors nous ne regardons plus les choses dans le flux du temps et dans la relation de cause à effet .... Au contraire, nous sommes arrachés au flux éternel de toutes choses et transportés dans une éternité morte et silencieuse. Dans son individualité la chose en soi est déterminée par le temps et par les conditions causales de la compréhension; nous voyons ici cette connexion abolie et ne reste alors que l'Idée platonicienne. »

(Manuscrits posthumes, §80)

## Source de la traduction
- (en) Cet article est partiellement ou en totalité issu de l’article de Wikipédia en anglais intitulé « Arthur Schopenhauer's aesthetics » (voir la liste des auteurs).